# Stary Bógpomóż
Stary Bógpomóż – wieś w Polsce położona w województwie kujawsko-pomorskim, w powiecie lipnowskim, w gminie Bobrowniki.

## Podział administracyjny
W latach 1975–1998 miejscowość administracyjnie należała do województwa włocławskiego.

## Demografia
Według Narodowego Spisu Powszechnego (III 2011 r.) wieś liczyła 166 mieszkańców. Jest siódmą co do wielkości miejscowością gminy Bobrowniki.

## Historia
W XVII wieku istniała tu osada olędrów. W okolicy prowadzono badania archeologiczne, wśród znalezisk były m.in. denary Hadriana.

## Zabytki

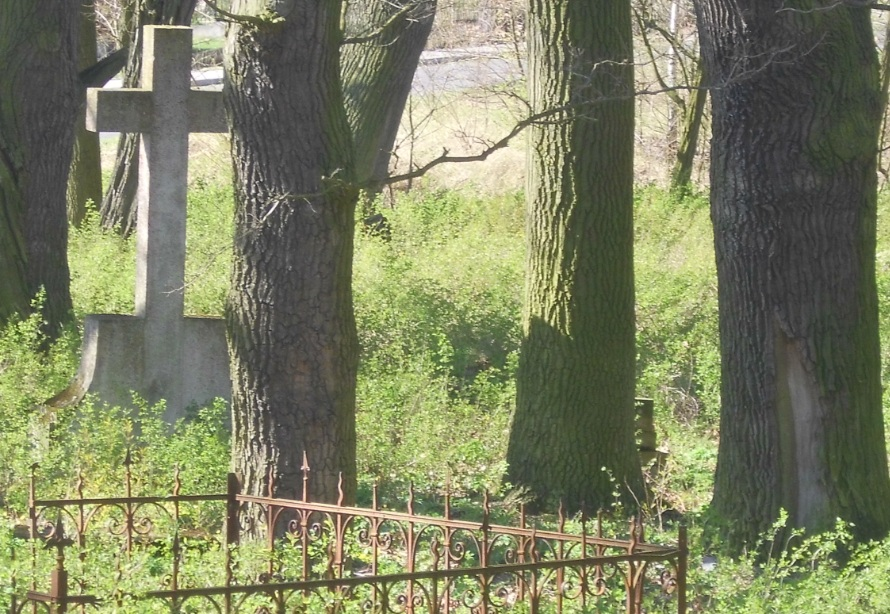
Nieczynny cmentarz ewangelicki

Według rejestru zabytków NID na listę zabytków wpisany jest nieczynny cmentarz ewangelicki z połowy XIX wieku, nr rej.: 352/A z 17.11.1994.